# Мечі ULFBERHT

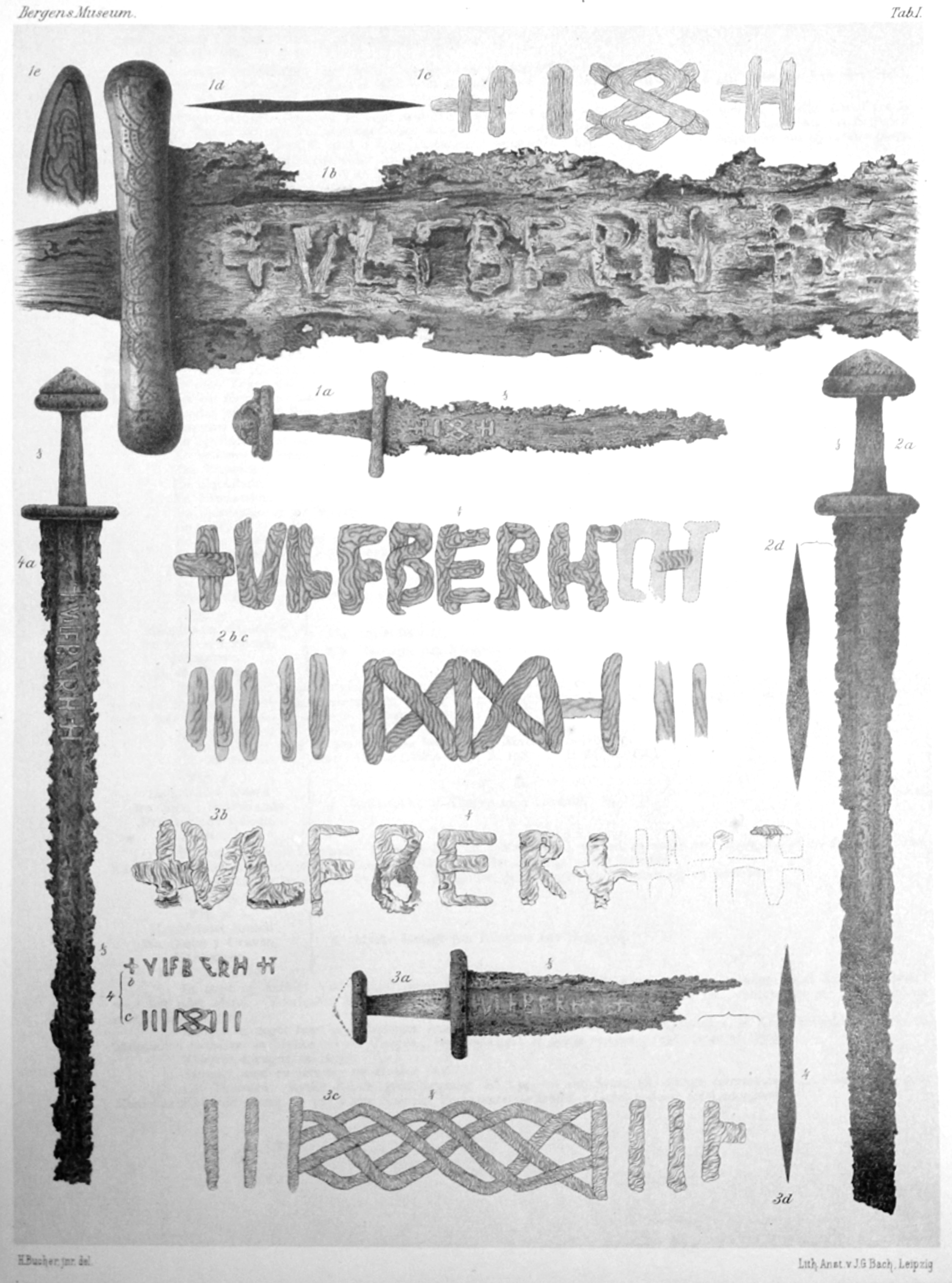
Чотири мечі Ulfberht знайдені в Норвегії (зображення Lorange 1889)

Мечі ULFBERHT — група середньовічних мечів, що були знайдені в Європі, датовані 9-11-им століттями, на лезах яких було нанесено напис +VLFBERH+T або +VLFBERHT+.
Це слово означає франкське власне ім'я людини і стало в якомусь роді торговою маркою, що використовували різні майстри протягом декількох століть. В Європі знайдено 170 мечів Ulfberht.

## Походження
Найімовірніше, що місцем походження мечів Ulberht є Рейнська область (тобто в Австразії, центрального регіону Франкського королівства, пізніше частини племінного герцогства Франконія). Версія про Франкське походження мечів досить довго засновувалася на характерній формі імені Ulfberht (Улфберхта або Ульфбрехта); у мечі, що було знайдено в Нижній Саксонії у 2012 було використано свинець у руків'ї меча, що відповідно до аналізу має погодження із регіону Таунус, що підсилює гіпотезу про Франкське виготовлення мечів Ulfberht.. Але згодом ці мечі були досить популярними і престижними артефактами Епохи вікінгів у Скандинавії.
7 листопада 2011 року в Дніпрі поблизу острова Хортиця було знайдено меч, який відноситься до мечів «ULFBERHT» і пов'язується із загибеллю князя Святослава Ігоровича. Вочевидь, це був його особистий меч, оскільки Святослав (Свенельд на данський лад, Свейн на норвезький або Свенефельд на шведський) сам був слов'янським вікінгом.